# Adelaide Kemble
Litografia de 1841 de Adelaide Kemble por Richard James Lane
Adelaide Kemble (Londres, 13 de fevereiro de 1815 — Warsash, 4 de agosto de 1879) foi uma cantora de ópera inglesa da Era vitoriana e membro da família de atores Kemble. Era a irmã mais nova de Fanny Kemble, famosa atriz e ativista antiescravagista. Seu pai foi o ator Charles Kemble e sua mãe, Maria Theresa Kemble.

## Início da carreira
Adelaide cantou profissionalmente pela primeira vez em um Concerto de Música Antiga em 13 de maio de 1835 e no festival de Iorque em setembro seguinte, seu nervosismo interferiu um pouco em sua interpretação da música de Händel. Visitou a Alemanha em 1837 e cantou em Praga naquele ano e no seguinte; em 1838, também foi ouvida em Paris.
Seus estudos, iniciados em Londres com o tenor John Braham, continuaram na Itália com Giovanni Orazio Cartagenova e Saverio Mercadante; durante uma de suas visitas à Itália (1839?), Adelaide foi recebida pela soprano Giuditta Pasta em sua mansão no Lago de Como e teve aulas diárias com ela. É com essa grande cantora dramática que Adelaide, apesar de seus poderes mais fracos, foi posteriormente comparada com frequência por críticos amigáveis. Sua primeira apresentação em ópera, no Teatro La Fenice, em Veneza, como Norma de Vincenzo Bellini, foi brilhantemente bem-sucedida, seguida de apresentações igualmente satisfatórias em outras cidades italianas.
Ao retornar à Inglaterra com um sotaque estrangeiro acentuado em 1841, Adelaide obteve muito sucesso social enquanto aguardava sua apresentação no Covent Garden, em novembro. Sua irmã a descreve nessa época como “dando uma amostra de sua qualidade” a Charles Cavendish Fulke Greville, “a quem Henry William Greville (irmão de Charles) escreveu sobre seus méritos e provável aceitação pelo mundo musical da moda”. Ela se apresentou em um concerto dado em Stafford House para auxiliar os poloneses por volta de junho. As irmãs foram para o exterior em agosto, viajando parte do tempo com Franz Liszt. Adelaide cantou em Frankfurt am Main, Mainz e outras cidades da Renânia, bem como em Liège. Em Norma, observa a Sra. Butler, 'seu porte era bom, fácil e sem constrangimentos, seu gesto e uso dos braços eram notavelmente graciosos e apropriados', e afirma que 'algumas coisas em sua atuação eram perfeitas'.
Essas qualidades foram reconhecidas pelos críticos na primeira apresentação operística no palco londrino de Adelaide, em 2 de novembro de 1841, em uma versão em inglês de Norma (regência de Julius Benedict), e foram ainda mais evidentes em Elena da Feltre, de Saverio Mercadante (12 de janeiro de 1842), uma ópera que fracassou na Itália, mas que seu gênio levou triunfantemente à versão em inglês (Henry Chorley). Sua Susanna (“Le nozze di Figaro”, 15 de maio) e Carolina (“Il matrimonio segreto”) foram primorosamente cantadas e “ótimas em sua diversão, fazendo uma boa comédia”. Ela apareceu nas apresentações em Covent Garden de “La sonnambula”, em 7 de abril, e de “Semiramide”, em 1 de outubro, reavivando a sorte do infeliz teatro. Participou com destaque dos concertos da Filarmônica e da Ancient, e visitou com frequência as províncias, até se despedir dos palcos em 23 de dezembro de 1842.

## Fim da carreira
No início de 1843, Adelaide Kemble casou-se com Edward John Sartoris. Embora sua breve, mas brilhante carreira como profissional estivesse encerrada, Adelaide era ouvida com frequência na sociedade, cantando às vezes uma balada escocesa “como se estivesse inspirada” e encontrando uma nova saída para seu gênio na escrita de histórias. O humor e o frescor de A Week in a French Country House (Uma semana em uma casa de campo francesa) foram muito apreciados quando publicados pela primeira vez na The Cornhill Magazine e em forma de livro em 1867; e, embora parte do interesse da história estivesse no retrato de celebridades, sua qualidade literária era alta. O mesmo não se pode dizer dos contos e esboços que se seguiram, embora possuam algum charme. Um poema, At Daybreak, está impresso em Past Hours. Das canções que se sabe que Adelaide compôs, nenhuma parece ter sido publicada.
O casal Sartoris passava muito tempo na Itália. Dizia-se que sua casa, perto da igreja da Santíssima Trindade dos Montes, era uma das mais agradáveis de Roma. Adelaide Kemble Sartoris morreu, com cerca de 65 anos, em Warsash House, Hampshire, em 4 de agosto de 1879, sobrevivendo ao marido, ao filho e à filha.

## Descendência
Seu filho, o cantor Algernon Charles Frederick Sartoris, casou-se com Nellie Grant, filha do famoso general e presidente americano Ulysses S. Grant, em 21 de maio de 1874, no Salão Leste da Casa Branca. Seu filho, Algernon Edward Sartoris, casou-se com a neta do maestro Charles Hallé.
O jovem Frederic Leighton (pintor de Flaming June e presidente da Academia Real Inglesa de 1878 até sua morte em 1895) foi apresentado ao círculo de amizades dela em Roma e muito influenciado por ela em vários aspectos, mais evidentemente, talvez, nas áreas social e musical. Os saraus dela certamente foram uma inspiração para suas famosas “Leighton Musics” anuais, realizadas mais tarde na carreira do grande pintor vitoriano, em sua casa (hoje Leighton House e aberta ao público) em Kensington, Londres. A Sra. Sartoris e o artista mais jovem, que pouco antes de sua morte recebeu um título de nobreza, tornando-se Lorde Leighton, mantiveram uma estreita amizade pelo resto de sua vida.
Leighton pintou vários retratos de sua filha, Mary Theodosia (May) Sartoris, que se casou com Henry Evans-Gordon. Sua filha Margaret Evelyn Evans-Gordon casou-se com Arthur Stanley, 5.º Barão Stanley de Alderley; sua filha Pamela Stanley (bisneta de Adelaide) foi uma atriz conhecida por suas representações da Rainha Vitória no cinema e nos palcos.

## Trabalhos selecionados
- Sartoris, Adelaide (1867). A Week in a French Country House. Londres: Smith, Elder & Co.
- Sartoris, Adelaide (1880). Past Hours. (dois vols.). Londres: Richard Bentley and Son Volume 1 • Volume 2